# Akkermanconventie

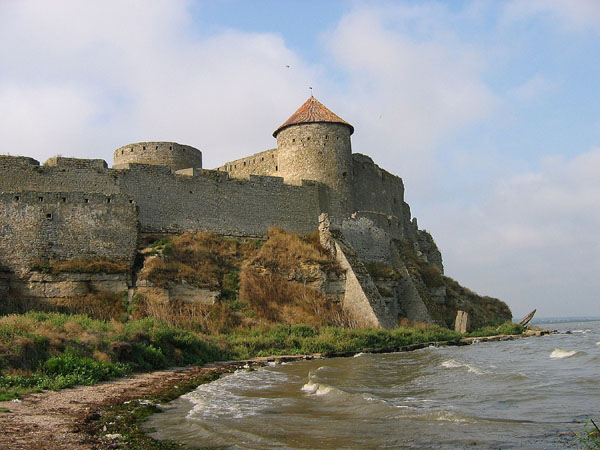
Boedzjak-kasteel

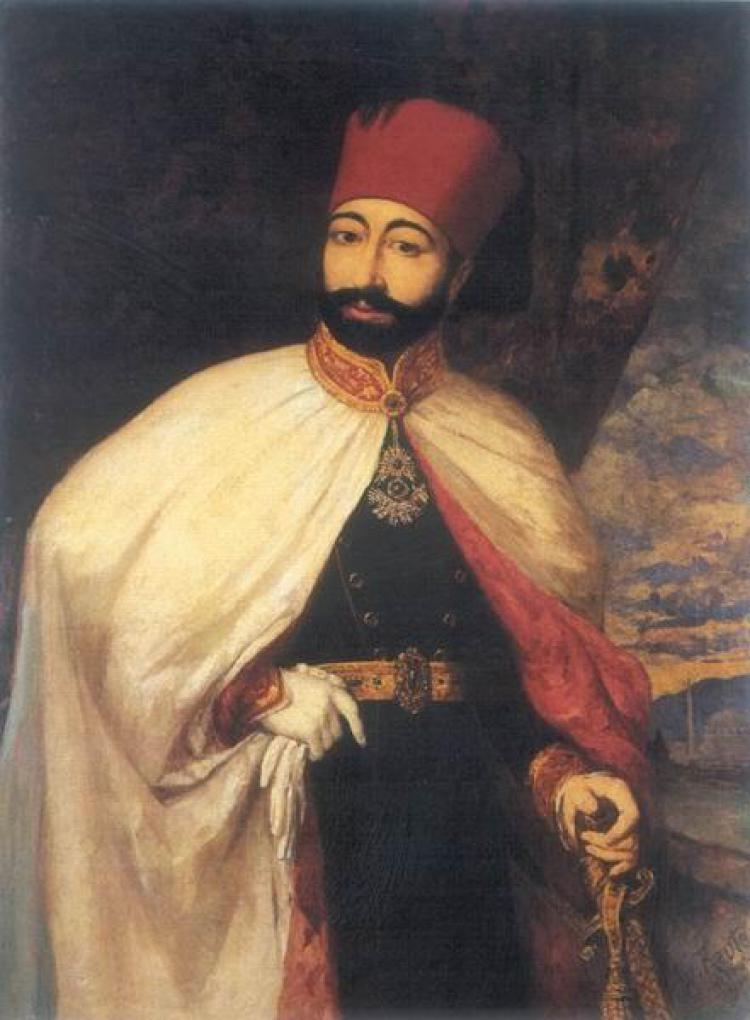
Mahmut II

De Akkermanconventie was een verdrag dat werd getekend op 7 oktober 1826 tussen het Russische en Ottomaanse Rijk in het Boedzjak-kasteel van Akkerman (tegenwoordig Bilhorod-Dnistrovsky in Oekraïne). 

## Inhoud
Het verdrag behelsde onder meer:
- De hospodars van Moldavië en Walachije werden, met instemming van beide grootmachten, door hun divans voor een termijn van zeven jaar gekozen.
- Het Ottomaanse Rijk trok zijn troepen terug uit de beide Donauvorstendommen (die er waren gestationeerd na aanslagen van de Filiki Eteria in de Griekse Onafhankelijkheidsoorlog en de Walachijse opstand van 1821 onder leiding van Tudor Vladimirescu).
- De Donausteden Giurgiu, Brăila en Turnu kwamen onder Walachijse controle.
- Autonomie voor Servië en teruggave van de gebieden die na de Eerste Servische Opstand door de Turken waren veroverd. Bovendien mochten Serviërs vrij reizen door het Ottomaanse Rijk.

## Nasleep
In 1828 verwierp sultan Mahmut II het verdrag, wat een van de aanleidingen was voor de achtste Russisch-Turkse Oorlog.